# 7385 Aktsynovia
7385 Aktsynovia eller 1981 UQ11 är en asteroid i huvudbältet som upptäcktes den 22 oktober 1981 av den rysk-sovjetiske astronomen Nikolaj Tjernych vid Krims astrofysiska observatorium på Krim. Den har fått sitt namn efter konstnärerna Ljudmila Michajlovna Aktsynova och Arkadij Vsevolodovitj Aktsynov.
Asteroiden har en diameter på ungefär åtta kilometer.